# 罗蒙诺索夫区 (莫斯科)
罗蒙诺索夫区（俄語：Ломоносовский район）是莫斯科西南行政区的一区，面积3.34平方公里，人口87,044人。它与科学院区、加加林区、切廖穆什基区、奥布鲁切夫区、维尔纳茨基大道区和拉缅基区接壤。